# Hängezeug
Das Hängezeug (ähnlich dem „Schinzeug“) ist das (historische) Werkzeug des Markscheiders (Bergbauvermesser), und diente dem Vermessen eines Grubengebäudes nach Lage und Höhe im Raum (unter Tage: unterirdisch).

## Bestandteile

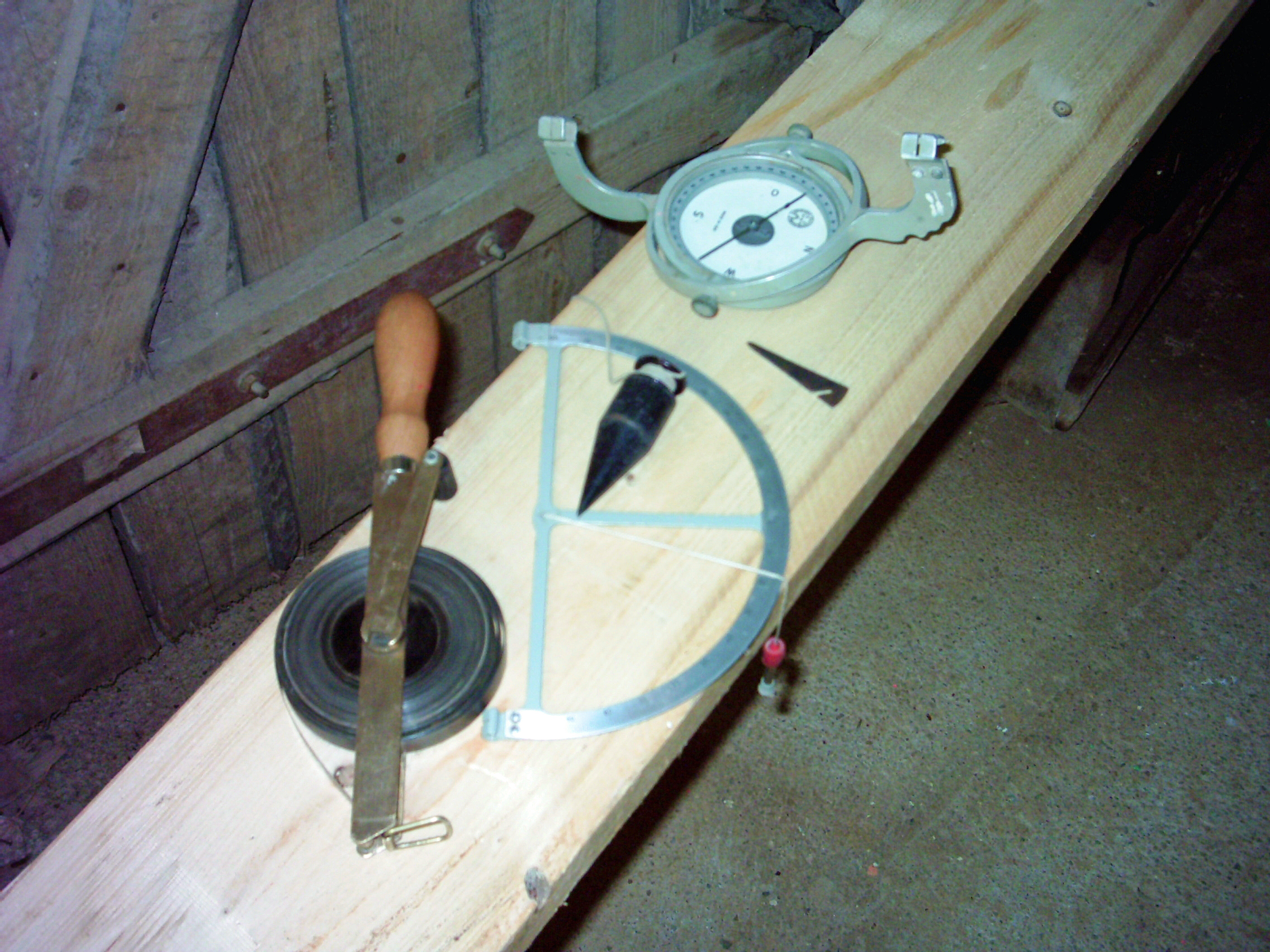
Hängezeug

- Lot mit Schnur
- Gradbogen
- Hängekompass
- Lachterkette oder Messband

## Handhabung
Durch Spannen einer Schnur im Verlauf eines Stollens wurde dieser in Richtung und Lage (Neigung) definiert.
Der an die Schnur gehängte Hängekompass und der Gradbogen zeigten Werte für Richtung und Neigung an. Die Lachterkette als Längenmaßstab war Werkzeug für die Längenmessung eines „Zuges“. Die Schnur wurde an speziellen Nägeln an der Firste des Stollens befestigt, die eine definierte Lage der Schnur sicherstellten (Firstnägel).
In Einzelfällen wurden zeichnerische Aufnahmen mit Messtisch und Kippregel angefertigt.
Nivellements erfolgten mit einer Schlauchwaage, die auch heute noch im Bergbau verwendet wird (insbesondere, wenn keine Sichtverbindung zwischen zu nivellierenden Höhen besteht; eine Sichtverbindung ist jedoch Voraussetzung für den Einsatz eines Nivelliers.)
Mancher Geologenkompass ist mit Haken versehen, der ihn als Hängekompass geeignet macht.

## Heutige Verwendung

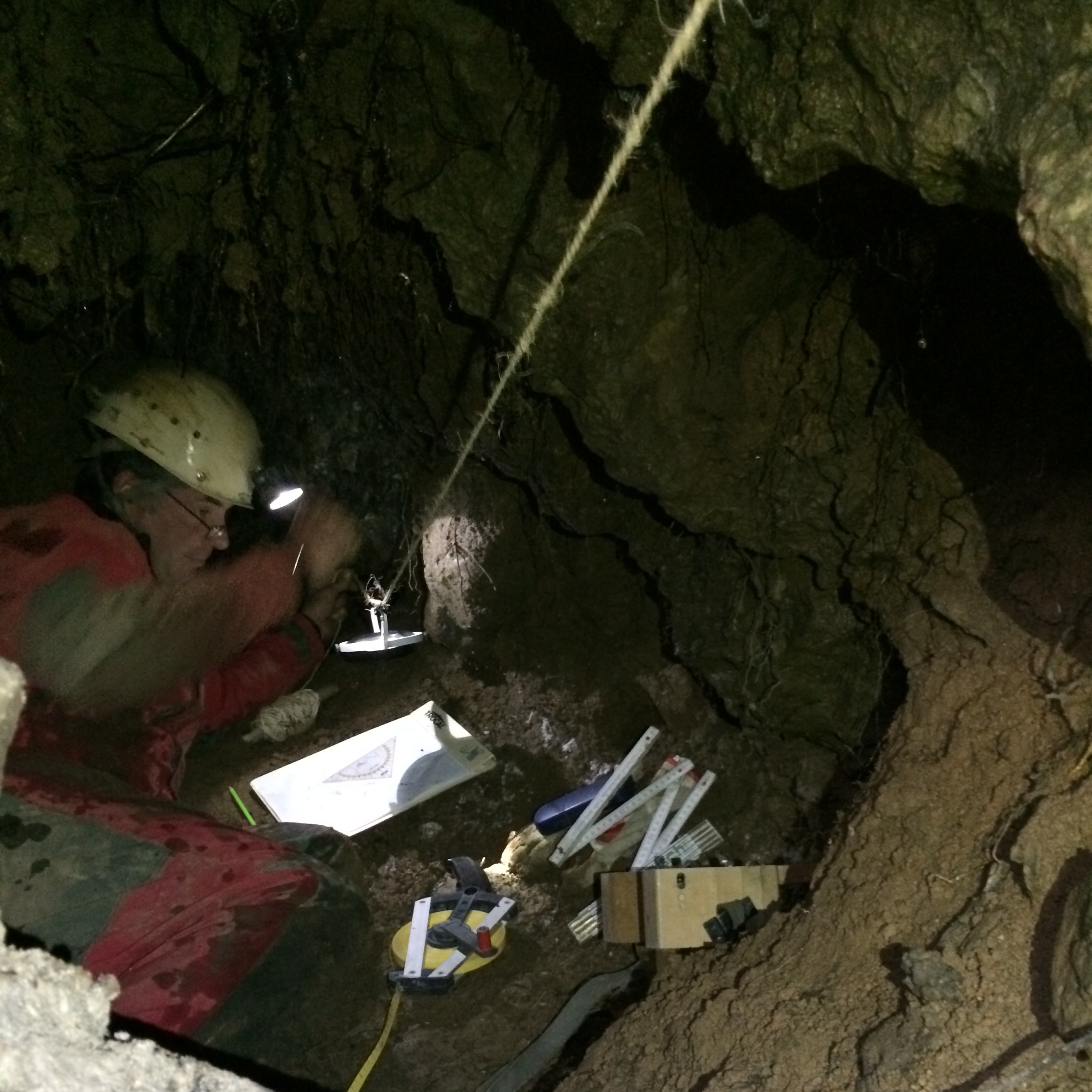
Höhlenforscher bei der Vermessung mit Freiberger Hängezeug.

Obwohl das historische Hängezeug im Bergbau heute kaum noch eine Rolle spielt, wird es (teilweise in selbstgebauter Form) von Höhlenforschern zur Vermessung von Höhlen gerne verwendet. Die Lachterkette ist aber durch das Messband ersetzt.
Obwohl die Werkzeuge sehr einfach gebaut sind, lassen sich erstaunliche Genauigkeiten erzielen.